# Sublette (Illinois)
Sublette – wieś w Stanach Zjednoczonych, w stanie Illinois, w hrabstwie Lee.